# Rodrigo Lopes (cirurgião)
Rodrigo Lopes (Crato, 1525 — Tyburn, 7 de junho de 1594) foi um médico e cirurgião português, que serviu a rainha Isabel I de Inglaterra, e pode ter sido uma inspiração para o Shylock de Shakespeare em O Mercador de Veneza.

## Biografia
Nascido no Crato, Portugal, foi criado como um cristão-novo. Foi expulso de Portugal pela Inquisição portuguesa e era conhecido por ser um marrano (judeu escondido).
Ele fez seu lar em Londres em 1559 e retomou sua prática como médico com sucesso, logo se tornando médico residente no Hospital St. Bartholomew. Ele desenvolveu uma grande prática entre pessoas poderosas, incluindo Robert Dudley e Francis Walsingham. Um panfleto calunioso de 1584 atacando Dudley sugeriu que Lopes destilava venenos para Dudley e outros nobres. Em 1586, Lopes atingiu o auge de sua profissão; ele foi feito médico-chefe da Rainha Elizabeth I. Lopes ganhou os favores da rainha e em 1589 ela concedeu-lhe o monopólio da importação de anis e sumagre. Seu sucesso continuou quando ele se aproximou de aposentadoria. Ele era visto, pelo menos exteriormente, como sendo um obediente praticante protestante.
Em outubro de 1593, Lopes era rico e de modo geral, respeitado. Naquela época, ele era dono de uma casa em Holborn e teve um filho matriculado no Winchester College. No entanto, também em outubro, uma complexa teia de conspiração contra D. António, Prior do Crato começou a vir à luz, na escalada da Guerra Anglo-Espanhola.  Posteriormente, Robert Devereux acusou Lopes de conspirar com os emissários espanhóis para envenenar a rainha. Ele foi preso em 1 de janeiro de 1594, condenado em fevereiro, e, posteriormente, enforcado e esquartejado em 7 de junho. Seu julgamento no Guildhall de Londres, foi referido por Carlos, Príncipe de Gales, em seu discurso no Guildhall ao Conselho de Deputados dos Judeus Britânicos em 5 de julho de 2011.
A própria rainha estava incerta de sua culpa e atrasou sua execução. Lopes afirmou sua inocência e sua verdadeira conversão ao judaísmo para o cristianismo. De acordo com o historiador do século XVI William Camden, pouco antes de Lopes ser enforcado, ele disse para a multidão que ele amava sua rainha, assim como ele amava Jesus Cristo. A multidão riu desta declaração, tomando-a como uma confissão velada.
Alguns historiadores e críticos literários consideram que Lopes e seu julgamento foram uma influência sobre William Shakespeare em "O Mercador de Veneza". "Muitos estudiosos de Shakespeare acreditam Dr. Lopes foi o protótipo para Shylock", que se acredita ter sido escrito entre 1596 e 1598. Há também uma menção de Lopes no texto publicado postumamente de "A Trágica História do Doutor Fausto", comparando-o com o herói titular: "Doutor Lopus nunca foi um médico!" Esta referência foi presumivelmente adicionado após a morte de Marlowe em 1593.